# Globoppia maior
Globoppia maior är en kvalsterart som beskrevs av Hammer 1962. Globoppia maior ingår i släktet Globoppia och familjen Oppiidae. Inga underarter finns listade i Catalogue of Life.